# Purbaratu (plaats)
Purbaratu is een bestuurslaag in het regentschap Kota Tasikmalaya van de provincie West-Java, Indonesië. Purbaratu telt 5378 inwoners (volkstelling 2010).